# Aino Autio
Aino Eliisa Autio, po mężu Isomäki (ur. 4 stycznia 1932 w Seinäjoki, zm. 17 listopada 2022 w Hämeenlinna) – fińska sprinterka, uczestniczka  Letnich Igrzysk Olimpijskich 1952.